# Realengo Futebol Clube
O Realengo Futebol Clube é uma agremiação esportiva, do bairro Realengo, na cidade do Rio de Janeiro, capital do estado do Rio de Janeiro. Fundado a 1º de Janeiro de 1944, suas cores são o preto e o branco. Atualmente se encontra apenas como clube social.

## História
O Realengo foi, juntamente com outras 23 equipes, fundador do Departamento Autônomo (DA) em 1949. O clube conquistou o título da divisão principal do DA em 1964, assim como sua equipe Juvenil conquistou o Campeonato do Departamento Autônomo da categoria em 1954. Atualmente o clube conta com um campo e sede social localizados na Estrada São Pedro de Alcântara, bairro do Realengo, sendo atual sede da Taça das Favelas.

## Títulos
- Campeonato Carioca de Futebol Amador da Capital: 1964
- Campeonato Carioca de Futebol Amador da Capital - Juvenil: 1954